# 서당

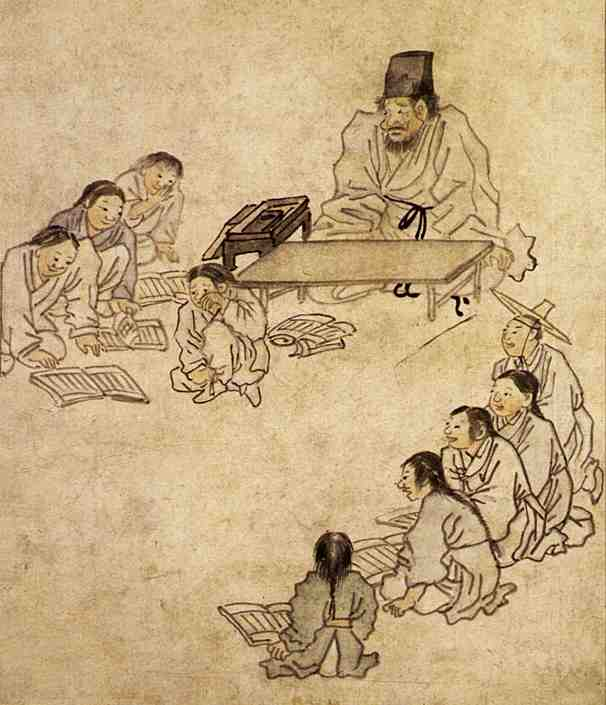
김홍도필 풍속도첩의〈서당〉

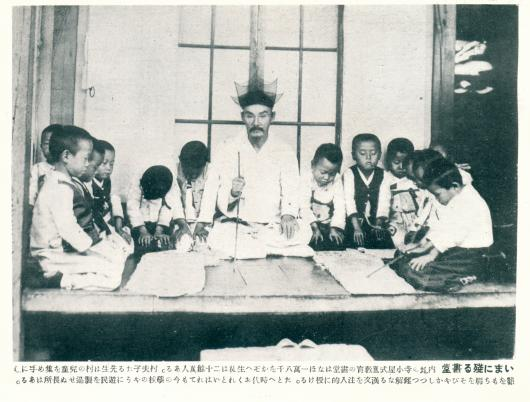
1930년경 서당의 수업 광경

서당(書堂)은 고려 시대부터 조선 시대에 걸쳐서 계속된 비형식적 사설 교육 기관이다. 설립에 있어서 인가를 위한 기본 재산이 필요하지 않았으므로 뜻있는 자는 자유로이 설립·폐지할 수 있었다. 서당은 사학(四學)과 향교에 입학을 위한 준비 및 널리 서민 대중의 자녀들을 위한 교육 기관이 되어, 한때 극히 성행하여 전국 방방곡곡에 널리 퍼졌다. 그러나 조선 후기에는 점차 그 내용이나 질이 저하됨에 따라 궁유(窮儒)·한사(寒士)의 걸식처로 변하여 자연히 쇠퇴하게 되었다. 
서당에서 수학한 학도는 7세부터 16세의 아동들이 중심이었으며, 20세 내지 25세 이상의 성인이 있는 경우도 많았다. 서당의 교육은 한 글방에서 복수식 교육을 실시하였으므로 그 교육수준을 초등교육·중등교육 중의 어느 편이라고 단정할 수가 없다. 입학은 대개 동지에 했다고 한다.

## 종류
서당의 설립 경로로 보아 서당의 종류는 대략 다음 4가지로 분류할 수 있다.
1. 훈장 자영(訓長自營)의 서당 - 훈장 자신의 생계를 위하거나 자기의 교육적 취미로 세워 경영하는 서당이었다.
2. 유지 독영(有志獨營)의 서당 - 가세(家勢)가 넉넉한 사람이 자기의 자녀나 조카를 교육시키기 위해 세운 것이다. 이 경우에는 훈장의 급료는 서당을 설립한 유지가 단독으로 부담한다. 또 가난한 이웃 아동도 무료로 공부하게 하였다.
3. 유지 조합(有志組合)의 서당 - 마을 전체가 비용을 각기 분담하고 훈장을 초빙해 마을 아이들을 가르치는 서당이었다.
4. 촌 조합의(村組合) 서당 - 촌 전체가 조합하여 훈장을 초빙하고 촌의 아이들을 교육하는 서당

## 조직
서당의 조직은 훈장·접장(接長)·학도 등으로 되어 있었다.
훈장은 서당 책임교사이다. 그의 학식(學識)의 기준은 일정하지 않았으며, 경사(經史)·백가(百家)를 강독(깔끔하게 알고 읽는)할 수 있는 자는 드물었고, 국문이나 주석을 참고하여 경서(經書)를 해석(짧은 이야기 보고 이런저런 이야기로 풀어 이야기하는)하는 자가 많았다. 벽촌의 경우에는 한자의 활용조차 잘 할 줄 모르는 자도 있었다. 또한 제술(製述)로는 표(表)·책(策)·기(記)·명(銘)의 글을 짓고, 시(詩)·율(律)의 참뜻에 통달한 자가 드문 실정이고, 4율(四律)·18구시(十八句詩)를 읊는 것이 고작이었다. 궁촌(窮村)의 훈장은 제술을 모르는 자가 많았다.
접장이란 단체 및 집단의 우두머리라는 뜻인데, 접주라고도 불렀다. 서당이 큰 경우 훈장 혼자서 많은 생도를 지도하기 곤란하므로 생도 가운데서 연령이 높고 학력이 우수한 자로 훈장을 돕게 했는데, 이를 '접장'이라 했다. 접장은 직접 훈장에게 지도를 받는 한편 자기 아래에 있는 생도를 가르치기도 했다. 학행(學行)이 뛰어난 훈장 밑에 훌륭한 접장이 나타나는 것은 말할 나위도 없다. 접장은 직접 생도들과 친근히 접촉하게 되므로 서당의 풍기에 미치는 영향은 훈장보다 큰 경우가 많았다.

## 운영

### 과목
서당의 교육내용은 강독(講讀)·제술·습자의 3가지였다. 강독의 과목은 『천자문』『유합(類合)』 『동몽선습(童蒙先習)』 『통감(通鑑)』『격몽요결(擊蒙要訣)』『소학(小學)』 『사서(四書)』 『삼경(三經)』 『사기(史記)』 『당송문(唐宋文)』 『당률(唐律)』 등으로 하는 것이 보통이었다. 서당에 따라서 『춘추(春秋)』 『예기(禮記)』 『근사록(近思錄)』 등을 읽히기도 하였다. 제술로는 일반적으로 5언절구(五言絶句)·7언절구(七言絶句)·4율(四律)·고풍(古風)·18구시(十八句詩)·작문 등을 가르쳤다. 그러나 서당과 훈장의 품위에 따라 각종 문제를 연습시키기도 했다. 벽촌의 작은 서당에서는 전혀 제술이 없는 곳도 많았다. 습자로는 해서(楷書)를 많이 연습시켜 어느 정도 익숙해지면 행서(行書)·초서(草書)의 문체를 익히게 하였다.

### 수업
교수방법은 『천자문』 『동몽선습』 등을 교재로 한 자 한 자씩 가르쳤다. 다음은 단자(單子)를 붙여 음독(音讀)하는 것을 가르치고, 다음에 구두(句讀)의 문리(文理)를 가르치고, 또 그 다음에 1장(一章)의 대의(大義)를 가르쳐서 마지막에는 학습자 스스로 풀이하여 읽도록 하였다. 강독(講讀)은 개인의 실력 정도에 맞게 범위를 정하여 놓고 종일 숙독(熟讀)시켰으며, 그 독수(讀數)를 세웠다. 숙독한 것은 이튿날 암송시켜 통한 후에 다음 것을 배우게 했으며, 만일 암송을 못하면 암송할 수 있을 때까지 다시 숙독시켰다. 그러므로 개인의 지능에 따라 진도의 정도가 달랐다. 
또 8월 추석 이후에는 밤글(夜讀)을 장려하였으며, 흔히 열두 시가 넘도록 계속 숙독케 했다. 또한 학과와 계절을 조화시켜 학습시켰다. 여름에는 머리를 쓰지 않아도 되며 흥취를 돋우는 시(詩)와 율(律)을 읽고 짓는 것으로 일과(日課)을 삼게 했다. 봄·가을에는 사기(史記)·고문(古文)을 읽히고, 겨울에는 경서(經書)를 읽게 하였다. 봄·가을에는 야독을 중단하고 그 대신 4율을 짓게 하였으며, 낮에는 독서 대신 습자를 연습시켰다. 또한 놀이를 이용하여 지식을 얻게 하였다. 고인(古人)의 시를 기억시키는 '초·중·종놀이', 8도(八道)의 군 이름을 기억시키는 '고을 모둠놀이' 등을 이용하였다.
서당에서는 정해진 학습 과정이 끝나면 평가를 하게 되는데, 능통한 정도에 따라 순(純), 통(通), 약(略), 조(粗), 불(不)의 5단계 평가나 순을 뺀 4단계 평가를 하였다. 또 책 한 권을 다 끝마치게 되면 책의 일부분을 암송하거나 배운 내용을 묻고 답하면서 괘책례(掛冊禮)를 하게 되는데, 약간의 음식을 마련하여 나누어 먹으며 축하하는 행사였다. 이외에도 백일장이나 장원례와 같은 행사를 통해 평가와 동시에 학습을 장려하였다.

### 훈장
훈장의 신분은 주로 문과에는 급제하였으나 삭탈관직 또는 유배를 당한 전직 관료가 담당하기도 하고 과거 시험에서 초시 정도까지만 합격한 사람이 담당하기도 했다. 주로 학문이 일정수준 이상 되었다는 것이 어떠한 형태로든 검증이 된 문반 출신 양반이 담당했다.

## 학규
서당은 비록 사설 기관이었으나 지방 문화의 창달(暢達)과 국민 교육에 큰 영향을 주었다. 효종 10년(1659년) 성균 제주(祭酒) 송준길(宋浚吉)이 서당교육의 중요성과 의의를 살피고 다음 같은 규정을 지었다. 즉, 훈장은 각 고을에 고르게 두되 대학장의(大學掌儀)의 예(例)에 의할 것이며, 수령(守令)은 때때로 친히 이들을 돌보고, 학도들을 시험해 보며, 감사(監司)와 도사(都寺)·교양관(敎養官)도 또한 수시로 강을 받고 제술을 시켜 볼 것과, 만일 실적을 올린 자가 있을 때는 대전(大典)에 의하여 사장(師長)에게는 세금을 면제하고, 학도에게는 상을 주며, 그 중 가장 뛰어난 자는 계문(啓聞)하여 사장에게는 동몽교관(童蒙敎官)이나 다른 관직을 주어 권장할 것 등이다. 이로써 보면 서당 교육의 진흥을 꾀하고자 노력을 했으나, 관존민비사상(官尊民卑思想)으로 말미암아 서민 교육이 경시되어 그것의 장려책이 별 성과를 거두지 못한 채, 조선 후기에 와서는 쇠퇴하고 말았다.

## 같이 보기
- 조선의 교육
- 데라코야

## 참고 문헌
- 이 문서에는 다음커뮤니케이션(현 카카오)에서 GFDL 또는 CC-SA 라이선스로 배포한 글로벌 세계대백과사전의 내용을 기초로 작성된 글이 포함되어 있습니다.